# Truite d'Ohrid
Salmo letnica
Espèce
Synonymes
- Salmo letnica typicus Stefanovic, 1948[1]
- Trutta letnica Karaman, 1924[1]

Statut de conservation UICN

 DD  : Données insuffisantes
La truite d'Ohrid (Salmo letnica) est une espèce de poissons de la famille des Salmonidae, endémique du lac d'Ohrid, partagé entre l'Albanie et la Macédoine du Nord, et dans le Drin noir, rivière alimentée par ce lac. Le poisson est connu localement comme ohridska pastrmka en macédonien et comme koran/korani en albanais.
Quatre formes différentes ont été repérées :
- Salmo balcanicus, qui fraie sur le rivage nord-ouest du lac d'octobre à janvier, probablement éteinte ;
- Salmo lumi, fraie en janvier-février dans les rivières tributaires du lac ;
- Salmo aphelios, fraie en mai-juin dans les sources situées sur la rive est du lac ;
- Salmo letnica, fraie en janvier-février.

## Description
La truite d'Ohrid peut mesurer au maximum 76 cm et sa maturité sexuelle est atteinte lorsque les individus mesurent entre 36 et 39,7 cm. Elle peut peser au maximum 6,5 kg.

## Étymologie
Son nom spécifique, letnica, reprend le mot local slave letnica qui signifie « poisson d'été » et ce en comparaison à Salmo dentex, baptisé zimnica dont les prises se font de préférence en hiver.